# Cricotopus inornatipes
Cricotopus inornatipes är en tvåvingeart som först beskrevs av Jean-Jacques Kieffer 1918.  Cricotopus inornatipes ingår i släktet Cricotopus och familjen fjädermyggor.
Artens utbredningsområde är Tunisien. Inga underarter finns listade i Catalogue of Life.